# Білий легіон (Білорусь)
Бі́лий легіо́н (біл. Белы легіён, Bieły lehijon) — білоруська спортивна патріотична організація, заснована у 1995 році.
Метою організації був захист незалежності Білорусі, яка є загрозою через співпрацю між Лукашенком та Росією, зокрема, підписання «союзних угод».

## Заснування
Організація була заснована у 1995 році молодшими членами Білоруського об'єднання військовиків (БОВ), на базі його молодіжного крила «Остов» (Дружини регіональної охорони та безпеки, т. зв. «Чорні кістяки»).

## 1996—2000 роки
Члени «Білого Легіону» були учасниками всіх мітингів і ходів, які мали на меті захист незалежності Білорусі в 1996—1999 роках. Але організація робила ставку не на відкриту демонстрацію, а на конспірацію і підпільну структуру. Навесні 1996-го увагу громадськості привернули їхні прапори — червоні полотнища з чорним колом і білим старовинним знаком «споришу» — які піднімалися над натовпом демонстрантів в найнебезпечніші моменти політичних акцій. Під час акцій і мітингів часто лунав бойовий клич «Слава нації!». Державні спецслужби 1997 року організували ряд провокацій навколо «Білого легіону», в тому числі жорстоке побиття його лідера Сергія Числова — той потрапив до лікарні з численними переломами.
Члени «Білого Легіону» брали участь у відомій демонстрації «Марш свободи» 17 жовтня 1999 року, яка закінчилася сутичками з міліцією на розі вулиць Фрунзе та Першотравневої. Тоді 20 000 людей вийшли на вулиці Мінська, щоб вимагати відставки Лукашенка та розслідування зникнень відомих політиків. Міліція та спецназ кілька разів атакували і відступали, в результаті під час акції 53 міліціонери отримали ушкодження.
Наприкінці 1999 року «Білий легіон» практично зник з вуличної арени — частина його членів пішла в бізнес, а решта — зосередилась на підготовці окремих молодіжних груп. Так основною діяльністю організації стали участь у щорічних спортивних вишкільних зборах і таборах в різних куточках Білорусі, а також члени «Білого легіону» охороняли національні культурні акції та незалежні ЗМІ.
Кількість учасників Білого Легіону в 1996—1999 роках становила приблизно 200 осіб. Організація мала своїх прихильників у багатьох містах Білорусі, а також у різних соціальних групах: від спортсменів і військовослужбовців до творчої інтелігенції. Музичний гурт «Кривакриж», що симпатизував організації, записав гімн «Білого Легіону» з однойменною назвою.

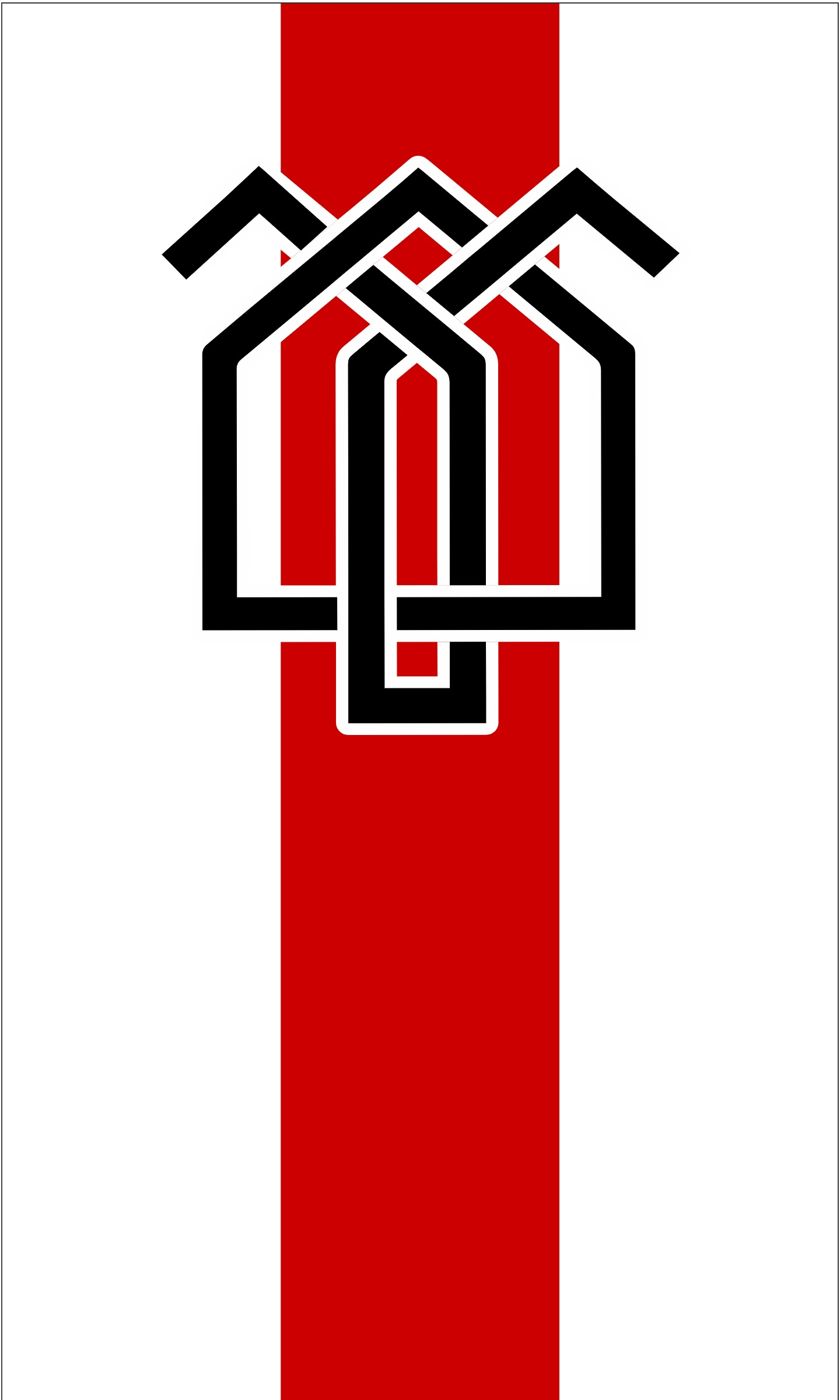
Прапор Білого легіону

### Репресії проти членів організації
У березні 2000 р. був затриманий Мирослав Лозовський за поширення листівок «Білого легіону». А ще раніше — в серпні 1998 р. знову ж за розповсюдження організаційних листівок був затриманий Ігор Корсак. Його звинувачували також у «розповсюдженні фашистської символіки», але експерти мистецтвознавці визнали, що емблема «Білого легіону» — знак «спориш» — не має відношення до фашизму і є елементом білоруського традиційного орнаменту (зокрема, він поміщений на сучасному державному прапорі Республіки Білорусь).
На початку 2000-х організація оголосила про припинення існування через те, що на їхню думку, «суспільна необхідність бойової організації націоналістів відсутня, оскільки небезпеки суверенітету Республіці Білорусь більше не існує». Після цієї заяви організація фактично припинила свою публічну діяльність.

## Після 2000
У серпні 2002 року з'явилася інформація про іспит на отримання «сталевого берету» друзями «Білого Легіону». У той же час у польському журналі для любителів військової справи «Komandos» (№ 12, 2002) з'явився нарис журналіста Єжи Рогволода про історію і діяльність «Білого легіону», добре прикрашений фотографіями. Під однією з фотографій, на якому маля в камуфляжі з автоматом, підпис: «Легіон перш за все займається вихованням патріотичної молоді».
У 2006 році члени «Білого Легіону» були помічені в охороні кандидата на пост президента РБ Олександра Козуліна, однак та охоронна діяльність не була пов'язана з офіційною позицією організації, а було приватною ініціативою окремих членів[джерело?].
Останній раз згадки про «Білий Легіон» з'явилися у 2008 році, коли колишніх керівників організації Ігоря Корсака, Мирослава Лозовського та Сергія Числова затримали у справі про вибух 3 липня 2008 року, проте незабаром звільнили з-під варти.

## Події 2017 року
Ввечері 21 березня 2017 року Мирослав Лозовський був затриманий білоруськими силовими структурами та, можливо, побитий. На його квартирі був проведений трус. Також в країні були затримані декілька інших активістів патріотичного руху (разом принаймні 11 людей). Чи пов'язані ці затримання з діяльністю організації, невідомо; однак відбулися вони одразу після заяви Лукашенка про нібито затримання десятків озброєних бойовиків, тренувальні табори яких знаходилися як у Білорусі, так буцімто і в Україні, Литві та Польщі. Ці акції силовиків є продовженням хвилі арештів громадян, яка почалась після проведення в Білорусі так званих «маршів недармоїдів» — акцій протесту проти «Декрету про попередження соціального утриманства», виданого Лукашенком.
22 березня 2017 року державні білоруські телеканали "Національне телебачення" (АНТ) та "Білорусь 1", показали кадри затримання в Мінську колишнього члена Білого легіону Віктора Данилова, сам легіон було названо "екстремістською" організацією.
11 квітня 2017 року у справі про Масові заворушення серед підозрюваних були 35 осіб, який підохрювали за статтею про незаконні військові формування. До 16 червня КДБ Білорусі закрив справу про "масові заворушення", а справу про створення "незаконної військової організації" з КДБ передали до слідчого комітету Білорусі. 14 людей залишилися в ізоляторі КДБ та МВС. Деяких із них утримували до 4 місяців. Решту було звільнено за підписку про невиїзд. До 30 червня 2017 року всіх затриманих було звільнено.
27 листопада 2017 року кримінальне розслідування щодо всіх учасників справи Білого легіону було офіційно припинено.

## Співпраця з іншими організаціями
«Білий легіон» робив ставку на молодь, що брала участь в опозиційних акціях. Легіонери приймаючи присягу отримували відповідний знак, на якому було вигравіювано: «Гордість і честь». Діяльність організації зводилась до участі практично у всіх вуличних акціях опозиції і поширення листівок.
«Білий легіон» не виключав збройних методів боротьби. Найбільш зухвало групи «легіону» проявили себе спільно з УНА-УНСО — розв'язали зіткнення з силами правопорядку у Мінську.
Зокрема, Корчинський, один з лідерів УНСО того часу, у книзі «Війна в натовпі» написав:
|  | На десяту річницю Чорнобильської катастрофи опозиція в Мінську готувала масові заходи. Я вирішив, що ми могли б їх радикалізувати. Білоруси були готові страждати за ідею, необхідно було їх навчити вбивати за ідею. Я відправив до Мінська кілька груп (всього кілька десятків чоловік). Вони добиралися різними шляхами. Єдине, що я говорив їм на прощання - "провокація, репресія, революція". Одну з груп затримали в невеликому білоруському містечку і, протримавши дві доби, депортували. Всі інші дісталися. Там вони організували сутички з ОМОНом, перевернули дві міліцейські машини, зуміли перетворити пересічну демонстрацію в передмову цивільної війни. На жаль, продовження не відбулося... Більшості наших вдалося вдало вислизнути з Мінська, однак сім людей були виловлені і звинувачені в організації масових заворушень... Ми намагалися підняти хвилю обурення в Україну, активізувати пресу і уряд. Все невдало... Ми продовжували провокації в Білорусі. Нашим завданням було поселити в головах молоді ідею про необхідність терору. Ми масово засилали в Мінськ та інші міста інструктивні і пропагандистські матеріали. |